# Мирзаани
Мирзаани (на грузински: მირზაანი) е село в Източна Грузия, област Кахетия, Дедоплисцкарски район. Населението му е около 433 души (2014).
Разположено е на 770 метра надморска височина в Йорското плато, на 16 километра северозападно от Дедоплисцкаро и на 100 километра източно от Тбилиси.

## Известни личности
Родени в Мирзаани
- Нико Пиросмани (1862-1918), художник